# Chebarkul
Chebarkul (del ruso: Чебарку́ль) es una ciudad del óblast de Cheliábinsk en Rusia. A orillas del lago homónimo y a 78 km al oeste de Cheliábinsk, la capital del óblast.

## Historia
Se fundó en 1736 como una fortaleza en el límite de Rusia con las tierras de los baskires. Obtuvo el estatus o categoría de ciudad en 1951.
El 15 de febrero de 2013 un meteorito cayó sobre la superficie helada del lago Chebarkul provocando un agujero de 6 m de ancho.

## Demografía
| Gráfica de evolución de Chebarkul entre 1939 y 2020 |
|                                                     |